# Izosejsta

Izosejsty na przykładowej mapie ukazującej trzęsienie ziemi w Illinois w 1968 roku.

Izosejsta (gr. ísos = równy + seistós = wstrząśnięty) – krzywa na mapie łącząca punkty na powierzchni ziemi, w których wystąpiło takie samo natężenie trzęsienia ziemi.
Gdyby skorupa ziemska była jednorodna, to izosejsty układałyby się koncentrycznie wokół epicentrum trzęsienia ziemi. Niejednorodność skał skorupy oraz układ uskoków wywołuje zaburzenia w rozkładzie izosejst.